# Čingiz Ajtmatov
Čingiz Ajtmatov (kirgiski: Чыңгыз Айтматов, ruski: Чинги́з Тореку́лович Айтма́тов) bio kirgiski pisac koji je pisao na ruskom i kirgiskom. Najpoznatija je osoba u kirgiskoj književnosti.
Čingizov otac je bio Kirgiz a majka Tatarka. Oba dvoje su bili državni službenici u Šekeru. Godine 1937. njegov otac je optužen za "građanski nacionalizam" u Moskvi te je uhićen i pogubljen 1938. 
Aitmatov je živio u vrijeme kada se Kirgistan pretvarao iz jedne od najudaljenijih zemalja Ruskog Carstva do republike SSSR. Studirao je u sovjetskoj školi u Šekeru, te je poslije radio razne poslove.
Godine 1946. počinje studirati poljoprivredu u Frunzeu, ali se kasnije prebacio na književnost u Moskvi, gdje je živio od 1956. do 1958. Narednih osam godina radi za novine Pravda. Na ruskom jeziku 1952. objavljuje dvije publikacije "Novine dječaka Dziuia" i "Ашым." Njegov prvi rad objavljen u Kirgistanu je bio "Ак Жаан" (Bijela kiša, 1954.), a poznata novela "Džamila" (Jamila) objavljena je 1958. Dva puta je bio član žirija na Moskovskom filmskom festivalu.
Godine 1994., bio je član žirija na 44. Berlinskom filmskom festivalu. 
Ajtmatov je pretrpio zatajenje bubrega, 16. svibnja 2008. te je primljen u bolnicu u Nürnbergu, u Njemačkoj, gdje je umro od upale pluća 10. lipnja 2008 u dobi od 79 godina. Nakon smrti posmrtni ostaci su prebačeni u Kirgistan gdje je pokopan. Dobitnik je Austrijske nagrade za europsku književnost 1993. godine. Bio je kirgistanski veleposlanik u Europskoj uniji, NATO-u, UNESCO-u i zemalja Beneluxa.

## Glavna djela
- Džamila (1958.),
- Zbogom, Guljsari (1966.),
- Bijeli parobrod (1970.),
- Dječak i more (1977.),
- Dan duži od stoljeća (1980.).

## Vanjske poveznice
- Online zbirka Ajtmatovih djela (rus.)
- Biografija na SovLit.com
- Biografija na RT Russiapedia